# Elektronengat
In vastestoffysica is een elektronengat het ontbreken van een elektron uit een anders volledig volle valentieband. Een volle (of bijna volle) valentieband komt voor bij halfgeleiders en isolatoren waar deze gescheiden is van de geleidingsband door een bandgap. Een elektron kan nu door thermische excitatie of excitatie ten gevolge van absorptie van invallende straling of fononen (of combinaties hiervan), uit de valentieband naar de conductieband geëxciteerd worden. Hierbij blijft er een gat in de valentieband over. In halfgeleiders zorgen elektronengaten, naast vrije elektronen, voor de elektrische geleiding.
Het idee om zo een gat als een deeltje te bekijken zorgt voor een vereenvoudiging van de analyse van de beweging van de overige elektronen in de valentieband.
Het deeltje dat we een gat noemen heeft dezelfde massa als het elektron maar een tegengestelde lading, zodat er ook geleiding ontstaat als het gat door het kristal beweegt.

## Uitleg
Veronderstel een rij mensen die alle zetels van de eerste rij in een bioscoop bezetten. Iemand in het midden van de rij wil weg en springt hiervoor over de rugleuning van zijn zetel en wandelt langs de tweede lege rij zetels naar buiten. De lege rij zetels is de conductieband en de persoon die vertrok is het elektron dat vanuit de valentieband naar de conductieband geëxciteerd is.
Stel je nu voor dat een laatkomer ook een plekje wil op de eerste rij, want vanaf de tweede rij kan hij niets van de film zien.
Nu op de eerste rij verzet de persoon naast de lege zetel zich van zijn zetel naar de lege zetel (het zicht is het beste vanaf het midden van de rij). De lege zetel bevindt zich nu een beetje dichter bij de rand van de rij. Hetzelfde gebeurt nu opnieuw met de persoon die naast de lege zetel zit zodat de lege zetel opnieuw iets dichter bij de rand van de rij komt te staan. Dit gaat zo verder en je zou kunnen zeggen dat het de lege zetel is die naar de rand van de rij verschuift (in plaats van iedereen die één plekje opschuift). Wanneer de lege zetel zich aan de rand van de rij bevindt kan de laatkomer zich daar neerzetten. Dit laatste kan gezien worden als de annihilatie van een gat met een conductie-elektron. 
Als al de mensen op de rij een lading hadden gehad (zoals een elektron) dan zou hun doorschuiven overeengekomen hebben met geleiding. Dit is hoe gatengeleiding in zijn werk gaat. 
In plaats van de beweging van de lege plaats in de valentieband te beschrijven als de beweging van miljarden elektronen gebruiken natuurkundigen het denkbeeldige deeltje dat ze een gat noemen. Omdat in een elektrisch veld de elektronen in een richting bewegen, en de gaten in de tegengestelde richting, zegt men dat een gat een positieve lading heeft. En wel een positieve lading +e, precies tegengesteld aan deze van een elektron.
Dit denkbeeldige deeltje gedraagt zich in alle opzichten als een elektron met een tegengestelde lading zodat alle eigenschappen uit de gewone wetten van de fysica kunnen afgeleid worden.
In normale omstandigheden zullen het geëxciteerde elektron en het nieuw gecreëerde gat zich van elkaar weg bewegen. Er zijn echter situaties waarbij ze gebonden blijven door een attractieve coulombkracht en er zo een gebonden elektronengat paar wordt gevormd (ook wel exciton genoemd).